# Cyanomitra
Cyanomitra es un género de aves paseriformes de la familia Nectariniidae. Sus miembros se distribuyen por África, y anteriormente se clasificaban en el género Nectarinia.
Son pájaros muy pequeños que se alimentan abundantemente de néctar, aunque también atrapan insectos, especialmente cuando alimentan sus crías. El vuelo con sus alas cortas es rápido y directo.

## Especies
El género contiene 14 especies:
- Cyanomitra verticalis - suimanga cabeciverde;
- Cyanomitra bannermani - suimanga de Bannerman;
- Cyanomitra cyanolaema - suimanga gorjiazul;
- Cyanomitra oritis - suimanga camerunés;
- Cyanomitra alinae - suimanga cabeciazul;
- Cyanomitra olivacea - suimanga oliváceo;
- Cyanomitra veroxii - suimanga ratonil.